# Горняткевич Дем'ян Антонович
Дем'я́н Анто́нович Горнятке́вич (варіанти імені — Дам'ян, Даміан, Дам'ян; 13 листопада 1892, Лісько, Галичина — 3 березня 1980, Кергонксон, Нью-Йорк, США) — український іконописець, мистецтвознавець, бібліофіл, дослідник історії українського мистецтва, історик церкви, живописець.

## Життєпис
Народився 13 листопада 1892 в м. Ліську Сяноцького повіту (Королівство Галичини та Володимирії, Австро-Угорська монархія, нині — у складі Польщі).
Станом на кінець жовтня 1918 — солдат австро-угорської армії, перебував у Кракові й одночасно — студент Краківської академії мистецтв. Ув'язнений у концтаборі Домб'є, після звільнення влітку 1919, продовжив перерване навчання в Краківській художній академії.
У травні 1921 виставлялися його твори серед ряду художників у Національному музеї в Львові. У 1924—1925 роках навчався у Дрезденській та Мюнхенській академіях мистецтв, по тому працював у Львові.
1930 року художники Ювеналій Мокрицький та Дем'ян Горняткевич розписали фресками святиню — Святоуспенську Унівську лавру. Також здійснив поліхромію Церкви Преображення Господнього в селі Вороблячин (Яворівський район).
У 1930-х роках займався вивченням фресок у церквах Кракова, Любліна, Віслиці, Сандомира.
З 1944 року на еміграції в Німеччині, з 1949 — в США. В 1951—1970 роках — віце-президент та голова художньої секції УВАН. Займався збиранням бібліотеки старих видань по історії мистецтва.

## Творча спадщина
Його авторству належать студії по історії українського та польського мистецтва у XIV—XV — зокрема, на територіях тодішнього Польського королівства, провадив біографістику українських та польських художників ХІХ-ХХ століть, зокрема, Яна Матейка, Івана Труша, Олекси Новаківського.
Його праці:
- «Ukrainica в архівах міста Кракова» — Львів, 1943,
- «Українські мистці в автобіографіях [Архівовано 30 червня 2017 у Wayback Machine.]» — Лондон, 1958.